# Natrijum askorbat
Natrijum askorbat je u većoj meri biodostupan od vitamina C, te se može koristiti kao alternativa askorbinske kiseline. Molekulska formula ovog hemijskog jedinjenja je . Natrijumska so askorbinske kiseline (vitamina C) je poznata kao mineralni askorbat. Natrijum askorbat normalno sadrži 131 mg natrijuma po 1,000 mg of askorbinske kiseline.
Kao prehrambeni aditiv, on ima E broj E301 i koristi se kao antioksidans i regulator kiselosti. On je odobren za upotrebu kao prehrambeni aditiv između ostalog u EU, SAD, Australiji i Novom Zelandu.

## Spoljašnje veze
- Biodostupnost različitih formi vitamina C